# Korponay Kornél
Korponay Kornél (Feketefalu, 1872. június 3. – Nagybánya, 1949. február 18.) gyümölcstermesztési szakíró.

## Életútja
Középiskoláit Nagybányán végezte (1889), a budapesti egyetemen jogi abszolutóriumot szerzett (1894). Szülőfalujában gyümölcsfaiskolát létesített, s ott a mostoha termesztési viszonyok közötti gyümölcskertészkedés lehetőségeit kísérletezte ki. 1937 után előadóként részt vett az EGE téli gazdasági tanfolyamain. Az Erdélyi Gazda szerkesztőbizottsági tagja. Kinevezett főrendiházi tag, a Gyümölcstermesztők Országos Egyesületének alelnöke (1941-44).
Korának egyik legismertebb gyümölcsfajta-meghatározója, különösen az erdélyi helyi gyümölcsfajták kiváló ismerője és termesztésének támogatója. Szakcikkei rendszeresen az Erdélyi Gazdában és annak naptáraiban jelentek meg.